# Vermillion's
『Vermillion’s』（ヴァーミリオンズ）は、日本のバンドsumikaの5作目のフルアルバム。Sony Recordsから2025年3月5日に発売。

## 概要
初回生産限定盤 (CD＋BD)、完全生産限定ファンクラブ限定盤 (CD＋BD)、通常盤 (CD)の3形態での発売。
初回生産限定盤は三方背BOX付きトールトレイ仕様、完全生産ファンクラブ限定盤はカラーケース仕様となっている。
初回生産限定盤 特典BDには、「sumika Film #15 sumika Live Tour 2024「FLYDAY CIRCUS」2024.4.21 at ぴあアリーナMM」が収録。
完全生産限定ファンクラブ限定盤 特典BDには、「sumika Film #16 “片岡健太とバンドマン”ツアー(仮) 2024.12.5 at KT Zepp Yokohama」が収録。
本アルバムを携えた32公演の全国ツアーである「sumika Live Tour 2025『Vermillon’s』」を開催することが決定。
「sumika “Vermillion’s” CAFE @TOWER RECORDS CAFE」がTOWER RECORDS CAFE 表参道店、TOWER RECORDS CAFE 大阪ステーションシティ店にて2025年2月20日から3月16日まで開催されることが決定。メッセージノートの設置やアルバムアートワークを使用した店内装飾、コラボカフェ限定のグッズ販売などの限定施策が実施。
2月12日 - FM802『ROCK KIDS 802 OCHIKEN Goes ON!!』にて「Vermillion」がラジオ初オンエアされた。
2月13日 - 「Vermillion」が翌日2月14日より先行配信されることが決定。また、『ダスキン新TVCM「想いをつなごう」篇』に採用されることも発表。
2月17日 - 「Vermillion」のMVが公式YouTubeチャンネルにてプレミア公開された。監督は池田大が務めている。
2月27日 - TOKYO FM『SCHOOL OF LOCK!』にて「リビドー」がラジオ初オンエアされた。
3月2日 - 全曲視聴ティザーが公開された。
3月3日 - 初回生産限定盤 特典BD収録の「sumika Film #15 sumika Live Tour 2024「FLYDAY CIRCUS」2024.4.21 at ぴあアリーナMM」から「Starting Over」の映像が公開された。J-WAVE「SPARK」にて「シリウス」がラジオ初オンエアされた。
3月4日 - 完全生産限定ファンクラブ限定盤 特典BD収録の「sumika Film #16 “片岡健太とバンドマン”ツアー(仮) 2024.12.5 at KT Zepp Yokohama」から「運命」の映像が公開された。
3月5日 - 「リビドー」のLyric Videoが公開された。イラストはtamimoon、映像は杜水天が務めている。
3月7日 - 「Love Later」がJR東海 スマートEX 2025年春CMソングに起用されることが決定した。CMタイアップを記念して、JR東海の推し旅キャンペーンでもコラボ企画が実施。"新幹線車内限定コンテンツ"にsumikaが登場。
3月10日 - 「Vermillion」Behind The Scenesが公開された。

## 収録内容

### CD
全形態共通。
| 全作詞: 片岡健太 (M7を除く)。 | |                     |                  |                                    |      |
| #                             | タイトル | 作詞                | 作曲             | 編曲                               | 時間 |
| 1.                            | 「Vermillion」(ダスキン新TVCM「想いをつなごう」篇)                                                                         | 片岡健太 (M7を除く) | 片岡健太         | sumika                             | 3:33 |
| 2.                            | 「運命」(TVアニメ『ダンジョン飯』第2シーズンオープニング主題歌)                                                            | 片岡健太 (M7を除く) | 片岡健太         | 宮田'レフティ'リョウ & sumika      | 3:41 |
| 3.                            | 「Starting Over」(読売テレビ制作・日本テレビ系TVアニメ『MIX MEISEI STORY ～二度目の夏、空の向こうへ～』オープニングテーマ) | 片岡健太 (M7を除く) | 片岡健太         | トオミヨウ & sumika                | 3:13 |
| 4.                            | 「リビトー」 | 片岡健太 (M7を除く) | 片岡健太         | 100回嘔吐 & sumika                 | 4:00 |
| 5.                            | 「愛染」 | 片岡健太 (M7を除く) | 小川貴之         | 小幡 康裕 & sumika                 | 5:47 |
| 6.                            | 「シュガーソルト」(ZIP-FM 30th ANNIVERSARY SONG)                                                                           | 片岡健太 (M7を除く) | 小川貴之         | sumika (Horn Arrangement : 村上基) | 4:20 |
| 7.                            | 「Haikara Flamingo (Instrumental)」                                                                                        | 片岡健太 (M7を除く) | ハヤシベトモノリ | ハヤシベトモノリ                   | 2:26 |
| 8.                            | 「VINCENT」(WOWOW 欧州サッカー 2024-25シーズンイメージソング)                                                              | 片岡健太 (M7を除く) | 片岡健太         | 宮田'レフティ'リョウ & sumika      | 3:15 |
| 9.                            | 「マシロ」(テレビ東京 木ドラ24『ポケットに冒険をつめこんで』エンディングテーマ)                                            | 片岡健太 (M7を除く) | 片岡健太         | sumika                             | 3:14 |
| 10.                           | 「シリウス」 | 片岡健太 (M7を除く) | 小川貴之         | sumika                             | 5:12 |
| 11.                           | 「Dang Ding Dong」(中京テレビ新番組 「ぐ〜たくさん」番組公式テーマソング)                                                  | 片岡健太 (M7を除く) | 小川貴之         | sumika                             | 3:03 |
| 12.                           | 「Love Later」(JR東海 スマートEX 2025年春CMソング)                                                                         | 片岡健太 (M7を除く) | 小川貴之         | sumika                             | 4:29 |
| 13.                           | 「Phoenix」 | 片岡健太 (M7を除く) | 片岡健太         | 宮田'レフティ'リョウ & sumika      | 2:43 |
| 14.                           | 「’s -エス-」 | 片岡健太 (M7を除く) | 片岡健太         | 宮田'レフティ'リョウ & sumika      | 4:00 |
| 合計時間:                     | 合計時間: | 合計時間:           | 合計時間:        | 52:56                              |      |

### BD
sumika Film #15 sumika Live Tour 2024「FLYDAY CIRCUS」2024.4.21 at ぴあアリーナMM【初回生産限定盤】
| #   | タイトル                                | 作詞 | 作曲・編曲 |
| --- | --------------------------------------- | ---- | ---------- |
| 1.  | 「Starting Over」                       |      |            |
| 2.  | 「Lovers」                              |      |            |
| 3.  | 「チェスターコパーポット」              |      |            |
| 4.  | 「The Flag Song」                       |      |            |
| 5.  | 「ふっかつのじゅもん」                  |      |            |
| 6.  | 「MAGIC」                               |      |            |
| 7.  | 「グライダースライダー」                |      |            |
| 8.  | 「Babel」                               |      |            |
| 9.  | 「New World」                           |      |            |
| 10. | 「Simple」                              |      |            |
| 11. | 「ゴーストライター」                    |      |            |
| 12. | 「言葉と心」                            |      |            |
| 13. | 「Glitter」                             |      |            |
| 14. | 「Flower」                              |      |            |
| 15. | 「マイリッチサマーブルース x イナヅマ」 |      |            |
| 16. | 「カルチャーショッカー」                |      |            |
| 17. | 「一閃」                                |      |            |
| 18. | 「「伝言歌」」                          |      |            |
| 19. | 「シュガーソルト」                      |      |            |
| 20. | 「運命」                                |      |            |
| 21. | 「1.2.3..4.5.6」                        |      |            |
| 22. | 「Phoenix」                             |      |            |

sumika Film #16 “片岡健太とバンドマン”ツアー(仮) 2024.12.5 at KT Zepp Yokohama【完全生産限定ファンクラブ限定盤】
| #   | タイトル                   | 作詞 | 作曲・編曲 |
| --- | -------------------------- | ---- | ---------- |
| 1.  | 「知らない誰か」           |      |            |
| 2.  | 「雨天決行」               |      |            |
| 3.  | 「Amber」                  |      |            |
| 4.  | 「Strawberry Fields」      |      |            |
| 5.  | 「フィクション」           |      |            |
| 6.  | 「Lovers」                 |      |            |
| 7.  | 「VINCENT」                |      |            |
| 8.  | 「チェスターコパーポット」 |      |            |
| 9.  | 「運命」                   |      |            |
| 10. | 「The Flag Song」          |      |            |
| 11. | 「カルチャーショッカー」   |      |            |
| 12. | 「まいった」               |      |            |
| 13. | 「Starting Over」          |      |            |
| 14. | 「「伝言歌」」             |      |            |
| 15. | 「絶叫セレナーデ」         |      |            |
| 16. | 「ソーダ」                 |      |            |

## 参加ミュージシャン
・片岡健太 : Vocal (except 7,10), Acoustic Guitar (M1,3,8,9,11,14), Electric Guitar (M1,3,8,9,13,14), Chorus (M1,13,14) & Programming (M9)
・荒井智之 : Drums (except 7,13), Rhythm Direction (M13) & Chorus (M1)
・黒田隼之介 : Electric Guitar (M3) & Chorus (M3)
・小川貴之 : Piano (M1-3,5,10,13), Keyboard (M1,6,8,11,12,14), Synthesizer (M9), Programming (M6,10-12), Electric Guitar  (M11), Chorus (M2,3,6,9-11,13) & Vocal (M10)
・須藤優 (XIIX) : Bass (M1,3,5,6,10,11,12), Voice (M1)
・宮田'レフティ'リョウ : Bass (M2,8,14), Programming (M2), Chorus (M13) & All Other Instruments (M13)
・二家本亮介 : Bass (M4)
・安達貴史 : Bass (M9)
・真壁陽平 : Acoustic Guitar (M5,6,10,12) & Electric Guitar (M5,6,10,12)
・佐々木"コジロー"貴之 : Electric Guitar (M2), Bouzouki (M2), Mandolin (M2) & Banjo (M2)
・100回嘔吐 : Guitar (M4) & Programming (M4)
・小幡康裕 (コアラモード.) : Programming (M5)
・ハヤシベトモノリ : Programming (M7)
・ぬましょう : Percussion (M8)
・門脇大輔 : 1st Violin (M1,2,14) & Violin (M13)
・山本大将 : 1st Violin (M1,2), 2nd Violin (M14) & Violin (M13)
・伊能修 : 1st Violin (M1,2), Violin (M13)
・亀田夏絵 : 1st Violin (M1)
・大嶋世菜 : 1st Violin (M1), 2nd Violin (M2), Violin (M13)
・河裾あずさ : 1st Violin (M1), 2nd Violin (M2)
・梶谷裕子 : 1st Violin (M2), Violin (M13), Viola (M1,14)
・田島華乃 : 1st Violin (M2), 2nd Violin (M1,14), Violin (M13)
・中島優紀 : 1st Violin (M2), 2nd Violin (M1)
・牛山玲名 : 1st Violin (M14) & 2nd Violin (M2)
・友清麻樹子 : 2nd Violin (M1,2)
・藤縄陽子 : 2nd Violin (M1)
・町田匡 : Fiddle (M7)
・高橋 輝 : Violin (M13), Viola (M1,2,14)
・西村知佳子 : Viola (M2)
・古川淑恵 : Cello (M1,2,14)
・関口将史 : Cello (M1)
・村中俊之 : Cello (M2,14)
・吉田宇宙ストリングス : Strings (M3)
　・吉田宇宙, 白澤美佳, 島田光理, 島内晶子 : Violin
　・菊地幹代, 大辻ひろの : Viola
　・林田順平, 水野由紀 : Cello
・美央ストリングス : Strings (M11)
　・美央, 入江茜 : 1st Violin
　・伊能修, 柳原有弥 : 2nd Violin
　・二木美里: : Viola
　・村中俊之 : Cello
・村上基 : Trumpet (M6,8,11)
・赤塚謙一 : Trumpet (M6)
・具志堅創 : Trumpet (M11)
・湯本淳希 : Trumpet (M14)
・ジェントル久保田 : Trombone (M6,11)
・和田充弘 : Trombone (M8)
・笹栗良太 : Bass Trombone (M8) & Tuba (M8)
・後関好宏 : Tenor Sax (M8) & Baritone Sax (M8)
・八巻綾一 : Saxophone (M6,11), Clarinet (M11)
・nikiie : Chorus (M1)
・太田美音(ayutthaya) : Chorus (M1)
・るーか : Chorus (M1,3)
・おかのやともか : Chorus (M2,3,6,8,9,11,12,13) & Choir (M3)
・杉本良太 : Chorus (M3)
・石橋かのん : Chorus (M3)
・三浦太郎 (フレンズ) : Chorus (M5) & Voice (M1)
・植松陽介 : Chorus (M8)
・大木 Will : Chorus (M8) & Choir (M6)
・はつみ (Rabbit Cat) : Chorus (M8)
・Aina : Chorus (M8)
・土屋飛鳥 : Chorus (M12)
・泉本弘美 : Chorus (M13,14)
・増倉義将, Masa, 矢野優歌, きょーちゃん : Choir (M6)
・井嶋啓介, 上口浩平, George (MOP of HEAD), 武井優心 (Czecho No Republic) , 藤森元生 (SAKANAMON) , 菊池遼 (the quiet room) , 寺口宣明 (Ivy to Fraudulent Game), 山口ケンタ (osage) , 水上えみり (なきごと), 比嘉琉久 (SherLock) , リコ (ヤユヨ), 音山大亮 (pachae) , 梅林寺連太郎 (BYLINZIBOYZ) , ほそかわし (KADOMACHI) , 勝部稜大 (anica) , 灯 (omeme tenten) , ヨシダアヤナ (chef's) , 井上直也 (猫背のネイビーセゾン) , 松尾あかり (Chimothy→) ,樋口太一 (goethe): Voice (M1)

## ライブツアー
本アルバムを携えたツアーである「sumika Live Tour 2025『Vermillion's』」の開催が決定。2025年3月8日のサンシティ越谷市民ホール公演を皮切りに、全32公演におよぶ全国ツアーとなっている。
3月8日（土）サンシティ越谷市民ホール
3月15日（土）仙台銀行ホール イズミティ 大ホール
3月16日（日）トーサイクラシックホール岩手 大ホール
3月20日（木祝）アクトシティ浜松 大ホール
3月22日（土）YCC県民文化ホール 大ホール
3月27日（木）カナモトホール
3月28日（金）カナモトホール
3月30日（日）函館市民会館 大ホール
4月5日（土）宇都宮市文化会館 大ホール
4月6日（日）水戸市民会館グロービスホール
4月15日（火） 神戸国際会館 こくさいホール
4月16日（水）神戸国際会館 こくさいホール
4月19日（土）新潟県民会館
4月20日（日）オーバード・ホール
4月26日（土）川商ホール 第一ホール
4月27日（日）熊本城ホール メインホール
4月29日（火祝）福岡サンパレス ホテル&ホール
5月10日（土）上野学園ホール
5月11日（日）米子コンベンションセンター BiG SHiP
5月17日（土） 松山市民会館 大ホール
5月18日（日）レクザムホール 大ホール
5月24日（土）ホクト文化ホール 大ホール
5月25日（日）福井フェニックス・プラザ エルピス 大ホール
5月29日（木）愛知県芸術劇場 大ホール
5月31日（土）愛知県芸術劇場 大ホール
6月1日（日）愛知県芸術劇場 大ホール
6月6日（金）SG GROUP ホールはちのへ
6月8日（日） 仙台サンプラザホール
6月17日（火）フェスティバルホール
6月18日（水）フェスティバルホール
6月28日（土）さいたまスーパーアリーナ
6月29日（日）さいたまスーパーアリーナ